# Il dottor Oss (fumetto)
Il dottor Oss è una serie a fumetti ideata da Mino Milani e Grazia Nidasio, pubblicata tra il 1964 e il 1969 sul Corriere dei Piccoli.

## Trama
La storia riprende le vicende del personaggio omonimo di Jules Verne, inventando nuove storie e introducendo alcune variazioni nel carattere del personaggio. In questa serie di storie, il dottor Oss viene rappresentato (diversamente da  Verne) come uno scienziato affascinante, altissimo e dallo sguardo magnetico, che indaga su una serie di casi bizzarri.

## Storia editoriale
La serie è organizzata in vignette mute, tutte della stessa dimensione, con una lunga didascalia sottostante.
Dopo la prima pubblicazione a puntate sul Corriere dei Piccoli, i sette episodi furono raccolti in un'edizione integrale nel 2013 dall'editore Comicout nel volume Il dottor Oss. Tutte le storie 1964-1969.

## Episodi
- Il dottor Oss (prima pubblicazione su Corriere dei Piccoli dal n. 31 del 2 agosto 1964 al n 39 del 27 settembre 1964)
- Il ritorno del dottor Oss (prima pubblicazione su Corriere dei Piccoli dal n. 3 del 17 gennaio 1965 al n. 15 dell'11 aprile 1965)
- Il dottor Oss a Londra
- Il dottor Oss e la città sommersa
- La prigioniera di Pomerinia (prima pubblicazione su Corriere dei Piccoli dal n. 47 del 20 novembre 1966 al n. 11 del 12 marzo 1967)
- L'eremita Silvestro  (prima pubblicazione su Corriere dei Piccoli dal n. 44 del 29 ottobre 1967 al n. 53 del 31 dicembre 1967)
- Il grande viaggio (prima pubblicazione su Corriere dei Piccoli dal n. 3 del 19 gennaio 1969 al n. 10 del 9 marzo 1969)